# گازتا
گازتا (به ایتالیایی: Gazzetta) به اعتقاد بسیاری از مورخین نام نخستین روزنامه خبری جهان است که در دهم ژانویه سال ۱۶۵۳ در شهر ونیز ایتالیا چاپ و منتشر شد. از آنجا که هر کس با پرداخت سکه کوچکی به اسم گازتا آن را می‌خرید، روزنامه مزبور به نام گازتا (بعدتر گازت Gazzette) معروف گردید. این نام بعدها در سایر کشورهایی که روزنامه در آنها منتشر شد، متداول گردید و لغت گازتا، با واژه روزنامه مترادف شد.